# کیمبرلی ویلیامز کرنشا
کیمبرلی ویلیامز کرنشا (به انگلیسی: Kimberlé Williams Crenshaw؛ تلفظ: ‎/ˈkɪmbərli/‎ متولد ۱۹۵۹) وکیل، مدافع حقوق مدنی و فیلسوف آمریکایی و از دانشوران پیشتاز در نظریه نژادی انتقادی است. وی استاد تمام وقت در دانشکده حقوق یوسی‌ال‌ای و مدرسه حقوق کلمبیا است، که در آن در زمینه نژاد و جنسیت تخصص دارد. کرنشا همچنین بنیان‌گذار مرکز مطالعات اینترسکشنلتی و سیاست اجتماعی مدرسه حقوق کلمبیا (CISPS) و فوروم سیاست آفریقایی آمریکایی (AAPF) و همچنین رئیس مرکز عدالت اینترسکشنال (CIJ) مستقر در برلین است.
کرنشاو به دلیل معرفی و توسعه اینترسکشنالیتی، نظریه چگونگی همپوشانی یا تلاقی هویت‌های اجتماعی، به ویژه هویت اقلیت‌ها، در رابطه با سیستم‌ها و ساختارهای ستم، سلطه یا تبعیض شناخته شده‌است. دانشوری وی نقش اساسی در توسعه فمینیسم اینترسکشنال که سیستمهای همپوشان ستم و تبعیضی را که زنان به دلیل قومیت، جنسیت و پیش زمینه اقتصادی آنها تحت تأثیر قرار می‌گیرند، بررسی می‌کند داشته‌است.

## نفوذ

### اینترسکشنالیتی

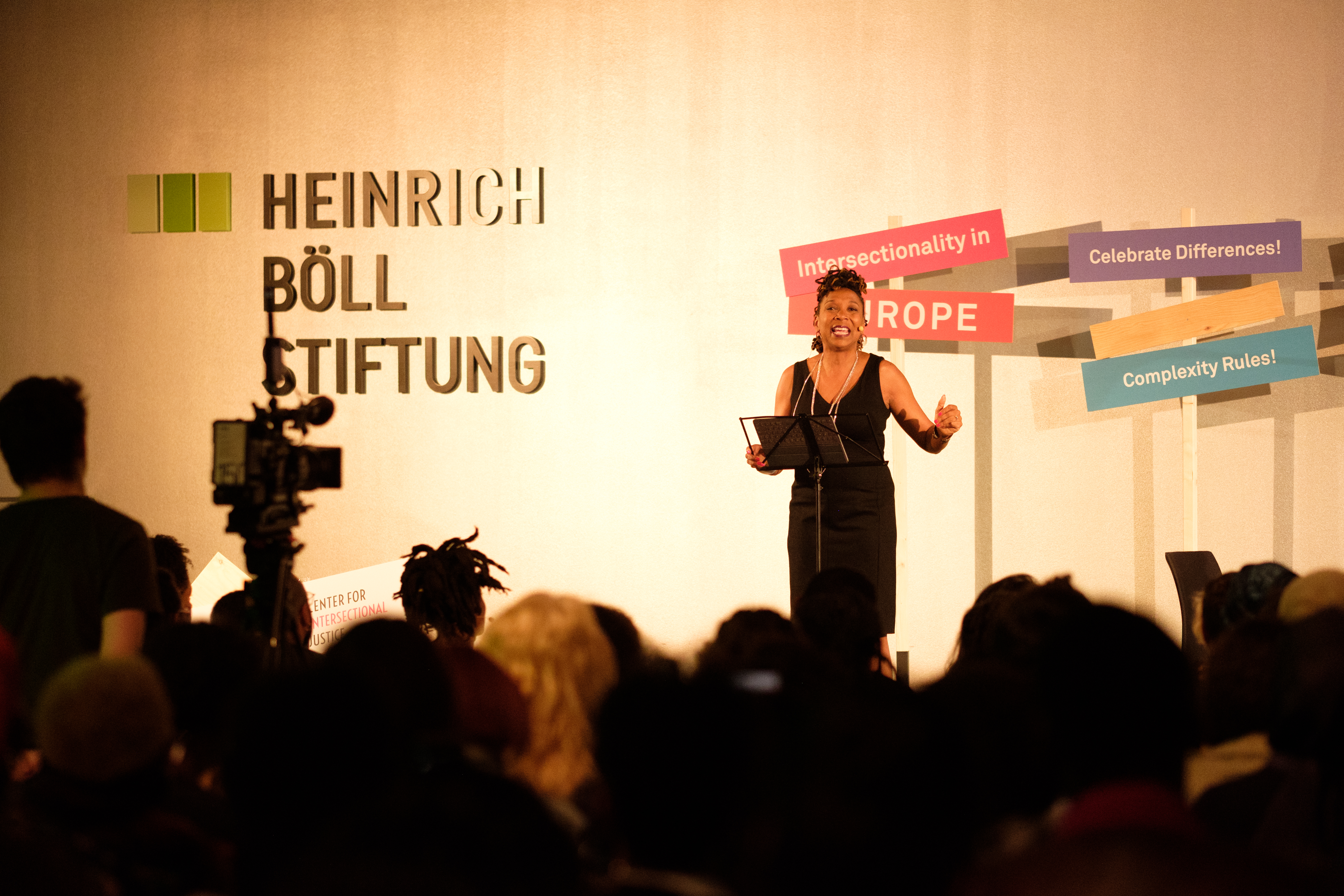
کرنشا در سال ۲۰۱۸، در حال بحث مورد اینترسکشنالیتی در بنیاد هاینریش بل

کرنشا نظریه اینترسکشنالیتی را در مقاله سال ۱۹۸۹ خود با عنوان "حاشیه زدایی از تلاقی نژاد و جنسیت: یک نقد سیاهپوستی فمینیستی از دکترین ضد جنسیت، تئوری فمینیستی و سیاست ضد نژادپرستانه " معرفی کرد. استدلال اصلی این مقاله که تحت تأثیر نقد فمینیستی سیاه‌پوستی قرار دارد، این است که تجربه زن سیاه‌پوست را نمی‌توان از نظر سیاه‌پوستی و زن بودن به‌طور مستقل و جدا در نظر گرفت، بلکه باید شامل تعاملات بین این دو باشد که غالباً یکدیگر را تقویت می‌کند.

## آثار منتخب
کرنشاو آثاری دربارهٔ حقوق مدنی، نظریه حقوقی فمینیست سیاه‌پوست، نژاد، نژادپرستی و قانون منتشر کرده‌است.
- Critical Race Theory: The Key Writings That Formed the Movement (editor), 1995. شابک ‎۱۵۶۵۸۴۲۷۱۵, اُسی‌ال‌سی ۴۸۹۹۲۷۲۹۶.
- "Mapping the Margins: Intersectionality, Identity Politics and Violence against Women of Color," in The Feminist Philosophy Reader, Alison Bailey and Chris Cuomo (eds.). New York: McGraw-Hill, 2008. 279–309.
- Reaffirming Racism: The faulty logic of Colorblindness, Remedy and Diversity, 2013 شابک ‎۹۷۸۱۵۹۵۵۸۸۸۳۸, اُسی‌ال‌سی ۸۰۷۰۲۵۲۸۱.
- Black Girls Matter: Pushed Out, Overpoliced and Underprotected, African American Policy Forum, 2016.[۷]
- The Race Track: Understanding and Challenging Structural Racism, 2017. شابک ‎۹۷۸۱۵۹۵۵۸۸۸۲۱شماره استاندارد بین‌المللی کتاب 9781595588821, اُسی‌ال‌سی ۱۰۶۳۶۳۵۹۳۵.
- On Intersectionality: Essential Writings of Kimberlé Crenshaw, 2017. شابک ‎۹۷۸۱۶۲۰۹۷۲۷۰۰شماره استاندارد بین‌المللی کتاب 9781620972700, اُسی‌ال‌سی ۱۰۱۵۹۸۱۶۲۷.
- Seeing Race Again: Countering Colorblindness across the Disciplines, 2019. شابک ‎۹۷۸۰۵۲۰۳۰۰۹۹۶شماره استاندارد بین‌المللی کتاب 9780520300996, OCLC 1050455449